# Diviš Černín z Chudenic
Diviš Černín z Chudenic (1565 – 21. června 1621, Praha) byl rytíř z rodu Černínů z Chudenic a jediný katolík mezi popravenými 27 českými pány, císařský rada, za stavovského povstání zasedal jako jediný katolík na zemském soudu, za panování Fridricha Falckého zastával funkci místodržícího (místodržitel) a nejvyššího dvorského hofmistra.

## Život
Narodil se jako pátý syn Jana Nedrahovického Černína z Chudenic a Marianny z Říčan. Oženil se s Annou Černínovou z Chudenic († 1631), dcerou Davida Viléma Czernin z Chudenic a Anny z Příchovic.
Před stavovským povstáním konvertoval ke katolickému náboženství zejména kvůli kariéře u dvora. Dlouho váhal, ke které straně sporu se má přidat.
Diviš zastával post hejtmana Pražského hradu, kde zůstal i po druhé pražské defenestraci, když v roce 1618 přísahal věrnost tentokráte českým stavům. Fridrich Falcký jej jmenoval svým hofmistrem.
Ještě v prosinci 1620 nebyl považován za rebela, neboť při obsazení Pražského hradu jej Maxmilián Bavorský ponechal ve funkci hejtmana. Poté ovšem nastal obrat a Černín se ocitl na seznamu k zatčení. V únoru 1621 jej dle císařského listu zatkli a uvěznili v Bílé věži Pražského hradu. Záminkou k trestu smrti měla být skutečnost, aby exekuce nevypadala jako pomsta za protestantskou víru, tudíž musel být popraven nejméně jeden katolík.
19. června 1621 se u Karla I. z Lichtenštejna přimlouval tehdejší pražský arcibiskup Jan Lohelius se žádostí o doživotí.
Byl potrestán pouze proto, že uposlechl rozkazu nejvyššího purkrabího Adama ze Šternberka a v den defenestrace vpustil vzbouřence do Pražského hradu.
Jeho bratr, Heřman Černín z Chudenic, působil jako soudce mimořádného soudu, který se zabýval popravou 27 českých pánů, předtím vykonával funkci staroměstského císařského hejtmana.
Mimořádný tribunál jej odsoudil k popravě na Staroměstském náměstí spolu s dalšími „českými pány“. Podle původního rozsudku mu měly být uťaty dva prsty jako trest za porušení přísahy věrnosti císaři, dostal částečné omilostnění, takže byl „pouze“ sťat. Na popraviště vešel jako pátý z rytířského stavu a jako osmý v celkovém pořadí. Do poslední chvíle doufal v milost, pod tlakem dokonce na popravčím pódiu plakal. Tělo i s hlavou předali jeho rodině, která jej se všemi náboženskými obřady pochovala v kostele Nejsvětější Trojice v Jesenici u Sedlčan.